# Michiru Yamane
Michiru Yamane (山根 ミチル Yamane Michiru?) (23 de septiembre de 1963) es una compositora japonesa de música para videojuegos. Su trabajo más conocido es la banda sonora de la saga Castlevania, entre otros juegos de Konami, incluyendo Suikoden. Hizo su debut con Twinbee.
Dejó Konami para seguir su carrera como compositora independiente.

## Conciertos
Hizo una presentación de la música de Castlevania en vivo en Leipzig, el 23 de agosto de 2006. Ella escribió música para un set de arreglos de Castlevania, y tocó en vivo en Castlevania: The Concert en Estocolmo en 2010.
8 de noviembre en México, monterrey en Vconcert 2014.

## Discografía
MSX
- "King's Valley II"
- Nemesis 3: The Eve of Destruction (con Motoaki Furukawa, Kazuhiko Uehara, Yukie Morimoto, y Masahiro Ikariko)
- SD Snatcher (con Masahiro Ikariko, Mutsuhiko Izumi, Motoaki Furukawa, Yuji Takenouchi, Harumi Uekoh, Yuko Kurahashi, Tomoya Tomita, Tsuyoshi Sekito y Kazuhiko Uehara)

Nintendo Entertainment System
- Ganbare Goemon 2 (con Koji Murata)

Arcade
- Lightning Fighters (con Kenichi Matsubara)
- Detana!! TwinBee (con Hidenori Maezawa and Masae Nakashima)
- Vendetta (con Hideaki Kashima)
- Astérix (con Mutsuhiko Izumi, Junya Nakano, M. Egama, y A. Hashimoto)
- Wild West C.O.W.-Boys of Moo Mesa (con Hideaki Kashima)
- beatmania IIDX 14 GOLD: カミロ・ウナ・メンデス *Camiro una Mendes*

Game Boy
- Nemesis (con Shinya Sakamoto, Yuji Takenouchi, y Tomoya Tomita)
- Teenage Mutant Ninja Turtles: Fall of the Foot Clan (con Tomoko Nishikawa)

Mega Drive/Genesis
- Castlevania: Bloodlines
- Contra: Hard Corps (con Aki Hata y Hiroshi Kobayashi)
- Rocket Knight Adventures (con Masanori Ohuchi, Aki Hata, Masanori Adachi, y Hiroshi Kobayashi)[1]
- Sparkster: Rocket Knight Adventures 2 (con Akira Yamaoka)

Super Nintendo
- Sparkster (con Kazuhiko Uehara, Masahiro Ikariko, Akira Yamaoka, y M. Matsuhira)

PlayStation
- Castlevania: Symphony of the Night
- Elder Gate (con Sota Fujimori y Hidenori Onishi)
- Gungage (con Sota Fujimori)

Saturn
- Castlevania: Symphony of the Night

Game Boy Advance
- Castlevania: Harmony of Dissonance (tema del modo "boss rush" y Vampire Killer 2002 remix)
- Castlevania: Aria of Sorrow (con Takashi Yoshida y Soshiro Hokkai)

PlayStation 2
- World Soccer Winning Eleven 5 Final Evolution (con Norikazu Miura)
- Winning Eleven 6 International (con Sota Fujimori)
- Castlevania: Lament of Innocence
- Castlevania: Curse of Darkness
- Rumble Roses: The Thorn of Justice
- Suikoden III (con Takashi Yoshida y Masahiko Kimura)
- Suikoden IV (con Masahiko Kimura y Norikazu Miura)
- The Sword of Etheria

Xbox
- Castlevania: Curse of Darkness

Xbox 360
- Otomedius G

Nintendo DS
- Castlevania: Dawn of Sorrow (con Masahiko Kimura)
- Castlevania: Portrait of Ruin (con Yuzo Koshiro)
- Castlevania: Order of Ecclesia (con Yasuhiro Ichihashi)

Wii
- Elebits (con Naoyuki Sato)

PC
- Skullgirls (con Vicent Diamante, Brenton Kossak, y Blaine McGurty)
- Bloodstained: Ritual of the Night